# TSV Wetschen
Der TSV Wetschen (offiziell: Turn- und Sportverein Wetschen von 1920 e. V.) ist ein Sportverein aus Wetschen im Landkreis Diepholz. Die erste Fußball-Mannschaft der Männer stieg 2025 in die Oberliga Niedersachsen auf.

## Geschichte
Der Verein wurde am 20. April 1920 gegründet und bietet neben Fußball noch Faustball, Gymnastik, Handball, Judo, Rückenfit, Step Aerobic und Tennis an.
Die Fußballer spielten jahrzehntelang lediglich auf Kreisebene. Im Jahre 1992 gelang der Aufstieg in die Bezirksklasse, dem allerdings der direkte Wiederabstieg folgte. Im Jahre 2004 gelang dann der Wiederaufstieg in die Bezirksklasse, wo sich die Wetschener im Rahmen der Ligareform für die Bezirksliga qualifizierten. Nach verlorener Relegation musste die Mannschaft 2008 wieder in die Kreisliga absteigen, schaffte aber den direkten Wiederaufstieg. Im Jahre 2015 gelang dann der Aufstieg in die Landesliga Hannover. Dort hielten sich die Wetschener für zwei Jahre, bevor die Mannschaft wieder in die Bezirksliga absteigen musste. Im Jahre 2020 gelang der Wiederaufstieg in die Landesliga. 2024 wurden die Wetschener nur aufgrund der um zwei Treffer schlechteren Tordifferenz gegenüber dem HSC Hannover nur Vizemeister. Ein Jahr später gelang dann der Aufstieg in die Oberliga Niedersachsen.

## Stadion
Der TSV Wetschen trägt seine Heimspiele im Stadion Bruchstraße aus. Das Stadion bietet Platz für 1000 Zuschauer. Es ist ein reines Fußballstadion, wo auf Naturrasen gespielt wird. 

## Erfolge
- Aufstieg in die Oberliga Niedersachsen: 2025
- Aufstieg in die Landesliga Hannover: 2015, 2020

## Persönlichkeiten
- Michael Bürgel